# Palais des Sports de Beaublanc
Palais de Sports de Beaublanc, abreviado localmente apenas como "Palais des Sports" ou "Beaublanc", é uma arena esportiva coberta, localizada no parque esportivo próximo ao estádio municipal de mesmo nome, a oeste da rota de Poitiers, ao norte da cidade de Limoges.
A sua forma é muito característica, principalmente a cobertura sustentada por uma grande treliça de carvalho.

## Histórico
O "Palais des Sports" foi inaugurado em 28 de novembro de 1981 e sua primeira partida ocorreu em 14 de outubro de 1981. Abriga o clube de basquete CSP Limoges e diversos eventos esportivos (Copa Davis, Billie Jean King Cup, partidas de basquete feminino e handebol masculino).
Foi o maior estádio de basquete francês até o advento do Palais des sports de Pau [fr] em 1991, o "Beaublanc" sediou o primeiro All-Star Game LNB [fr] em 1987. Foi também palco da final europeia da primeira mão da Copa Korać em 2000, vencida pelo CSP Limoges frente ao Málaga por 80-58. Durante as finais de 1987, 1988, 1989, 1990, 1991, 1992, 1993, 1994, 1998, 2000, 2014 e 2015 do campeonato francês, pelo menos uma partida aconteceu no "Beaublanc".
Até 2007 e à abertura do Zénith de Limoges [fr], também acolheu a maioria dos grandes concertos.
O centro desportivo foi objeto de um projeto de requalificação em 2020, apoiado pela câmara municipal e criticado pela oposição e por alguns torcedores do clube CSP Limoges.

## Eventos sediados
- Basquetebol
  - Campeonato Europeu de Basquete de 1983
  - All-Star Game LNB de 1987
  - Final da Copa Korać, 22 de março de 20002
  - Jogos de repescagem da seleção francesa masculina no Eurobasket 2009
  - Jogos de preparação para a seleção feminina francesa, agosto de 2014
- Tênis
  - Quartas de final da Fed Cup, abril de 2007
  - Quartas de final da Copa Davis, abril de 1996
  - Play-offs da Fed Cup, abril de 2009 e fevereiro de 2013
  - Open GDF Suez Région Limousin como parte do Circuito Feminino da ITF W60 de 2007 a 2013 e como torneio WTA 125 a partir de 2014 como Open de Limoges

## Galeria

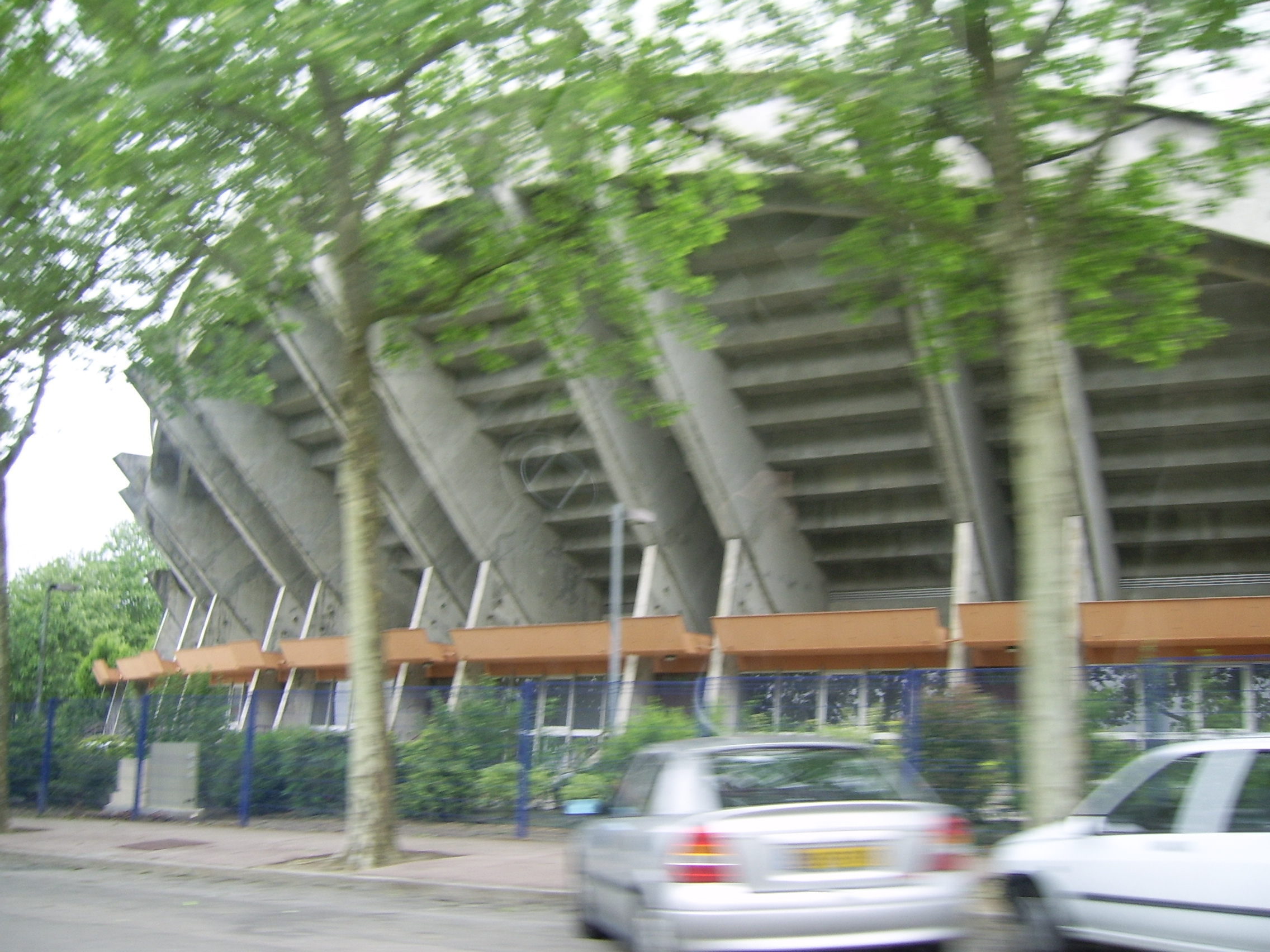
Vista externa das arquibancadas.
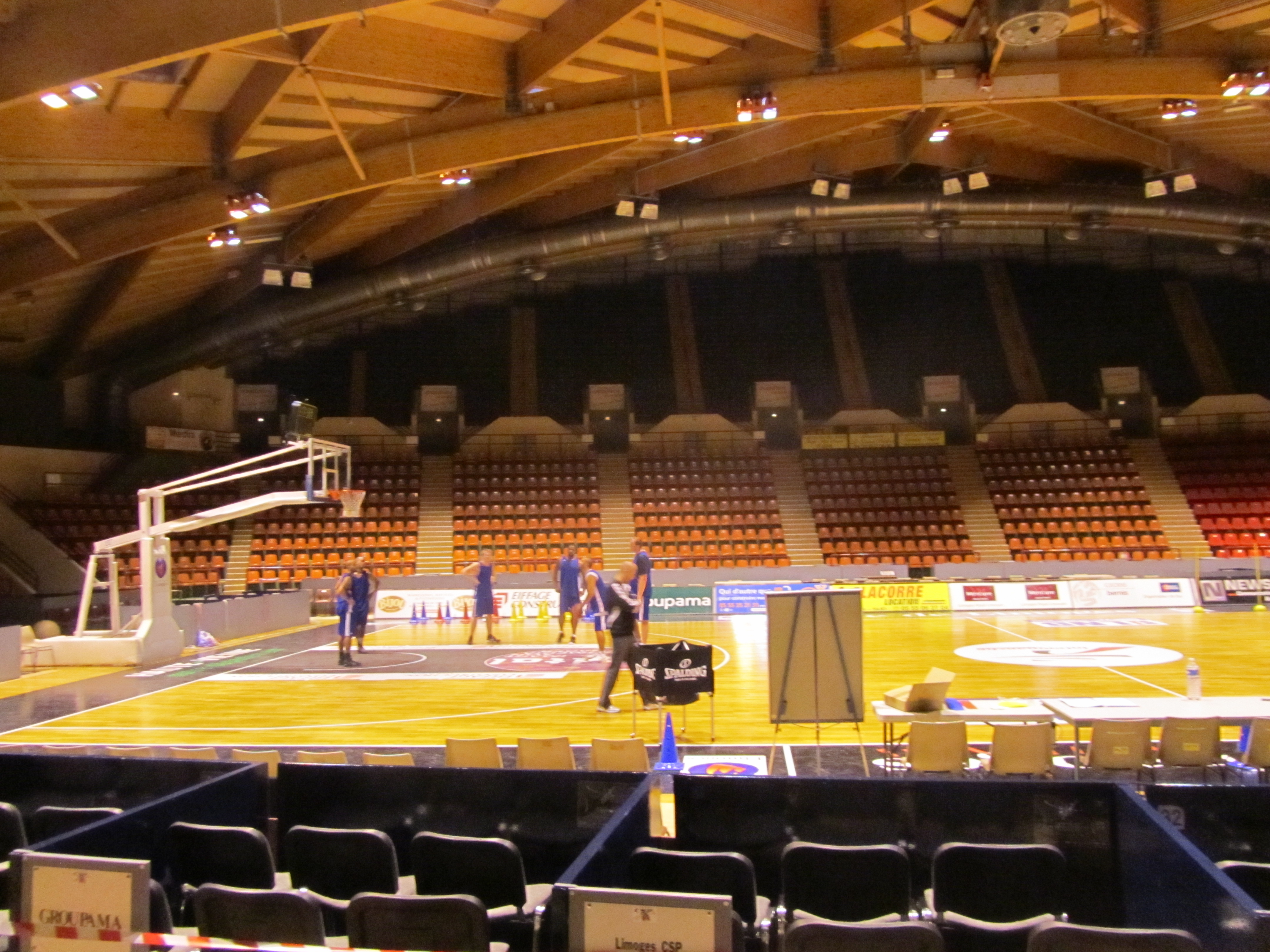
A quadra, observe-se o teto, sustentado por uma grande treliça de carvalho.
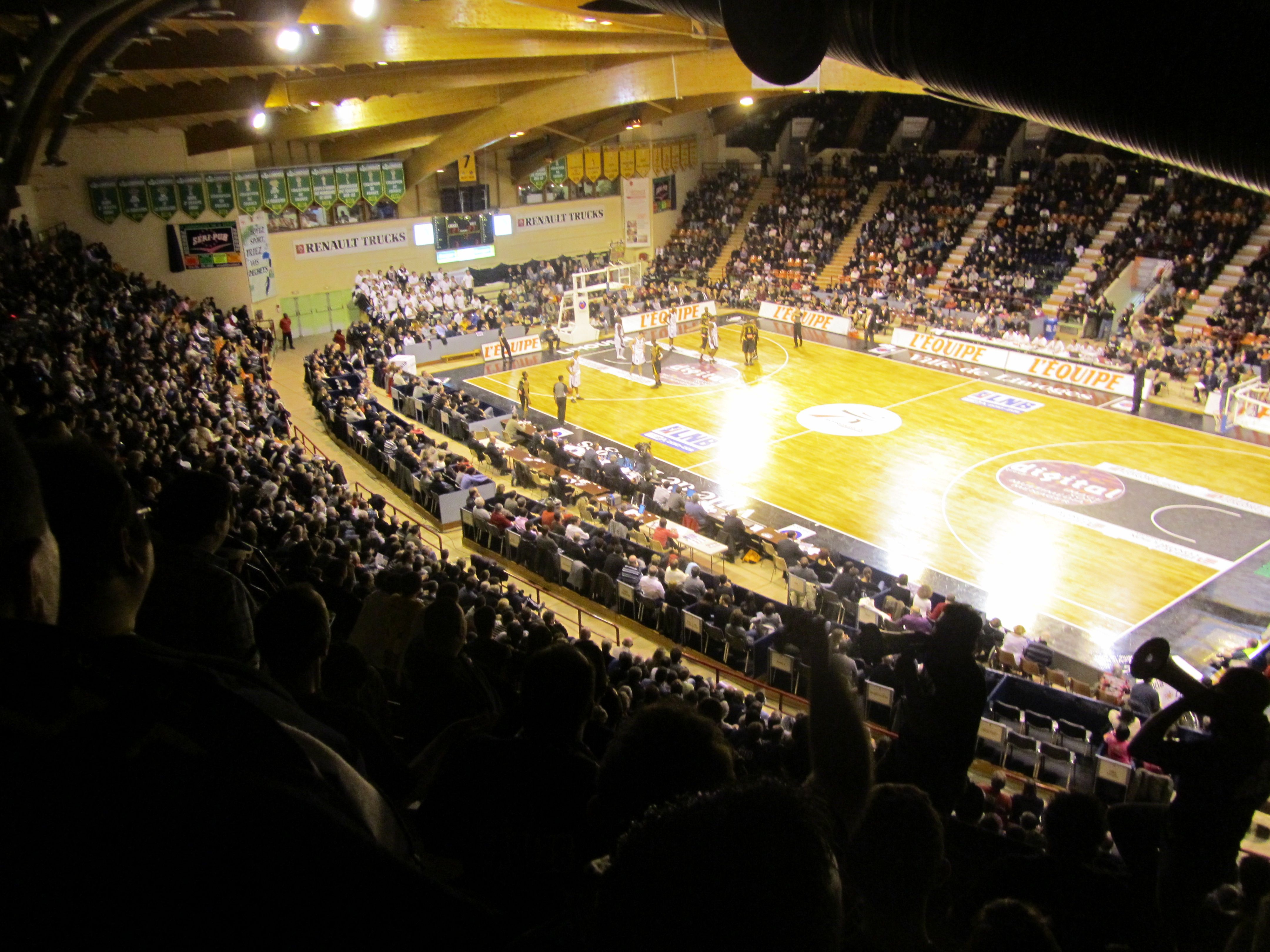
Vista interna da quadra e arquibancadas.